# Al Seef Tower
Al Seef Tower ist der Name eines 215 Meter hohen Wolkenkratzers in Dubai. Der im Jahr 2005 fertiggestellte 44-stöckige Wolkenkratzer wurde in dem neuen Stadtteil Dubai Marina errichtet. Bauherr des Gebäudes war die Dubai Islamic Bank. 

Koordinaten: 25° 5′ 25,5″ N, 55° 8′ 59,5″ O